# Сарматские валы

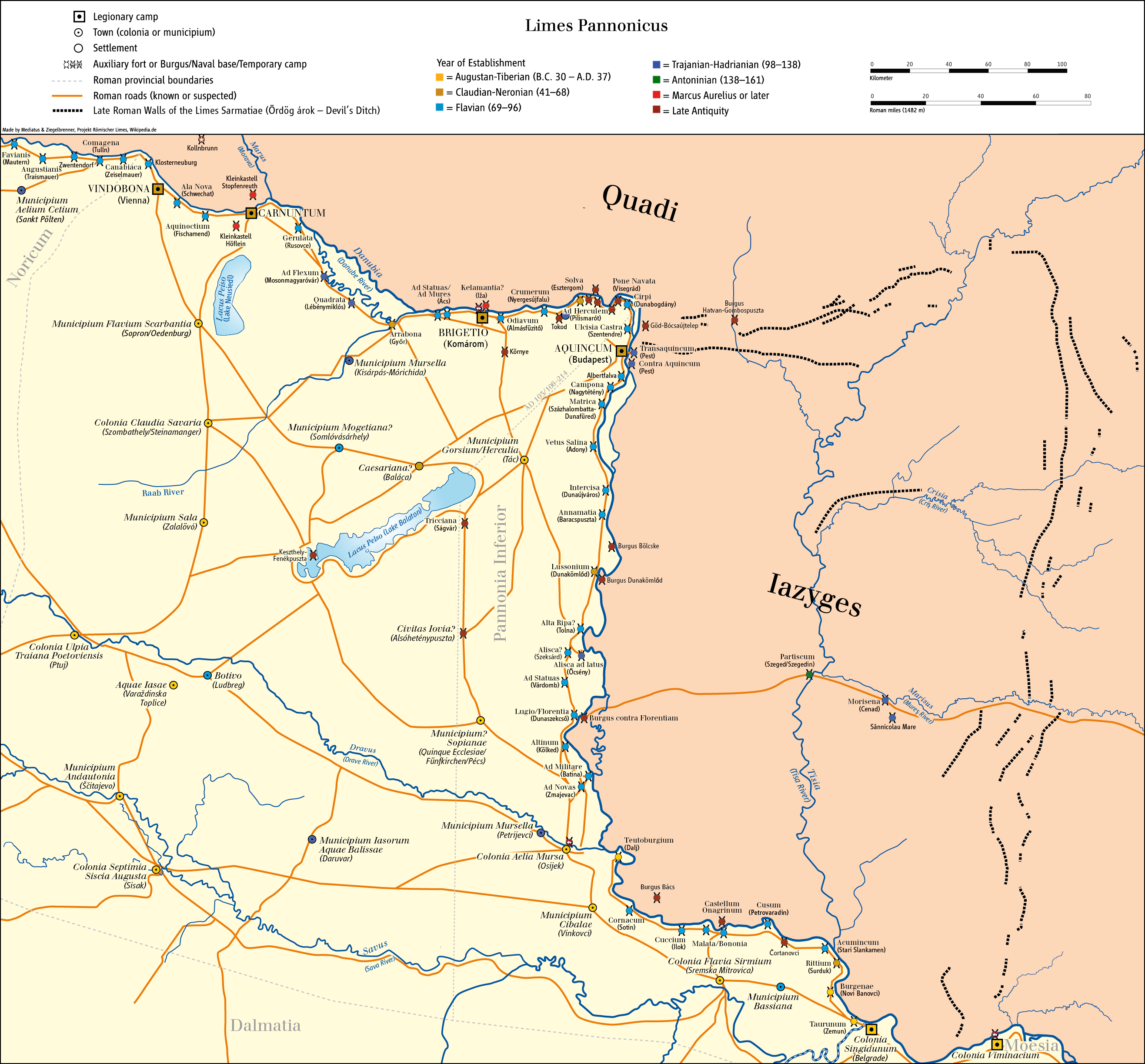
Сарматские валы

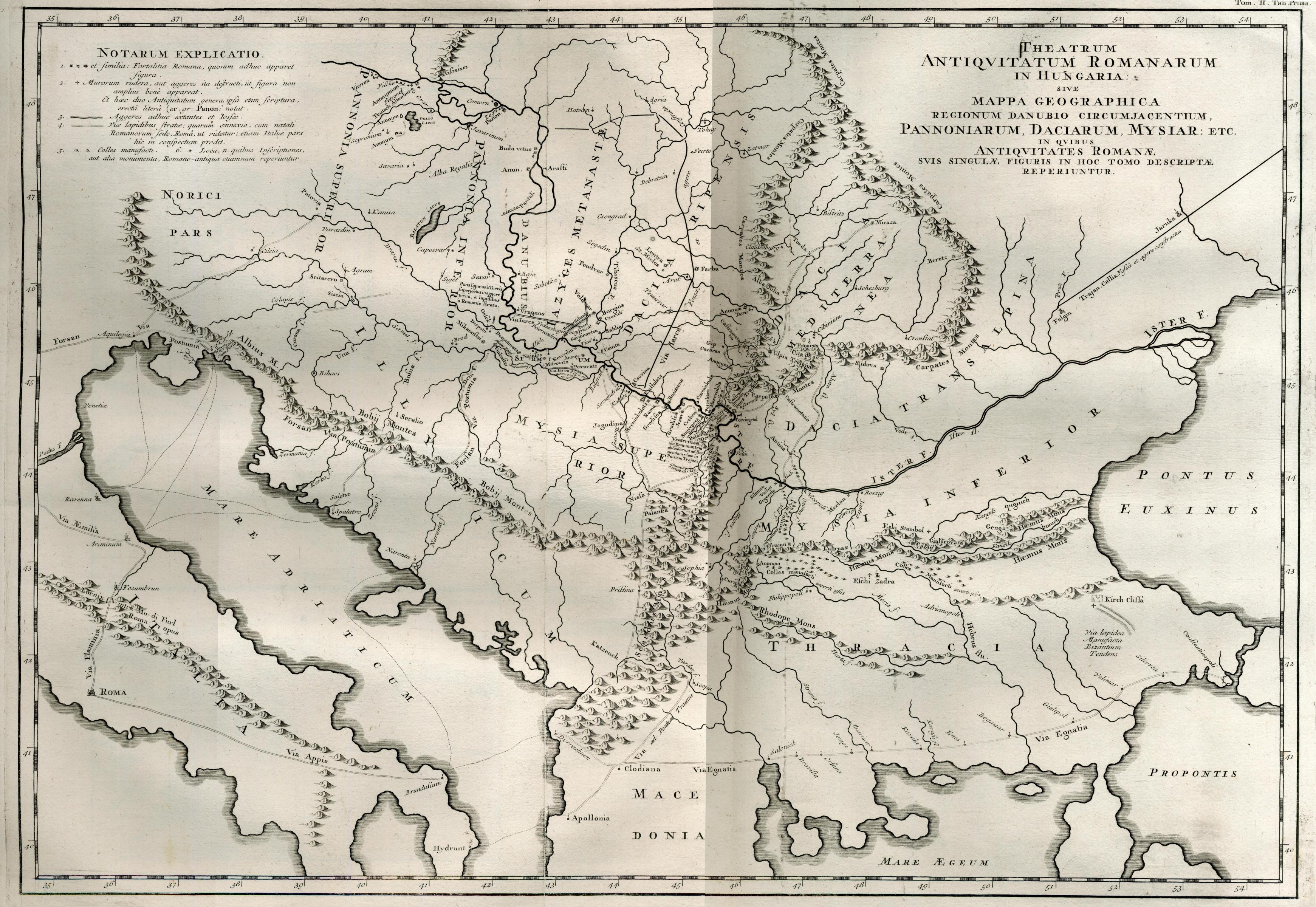
Сарматский лимес в работе Danubius Pannonico-mysicus 1726 года

Сарматские валы (лат. Limes Sarmatiae — «сарматская граница», венг. Ördög árok и венг. Csörsz árka — «чёртов ров») — несколько линий римских укреплений в Задунавье (Восточной Паннонии), построенных во времена Марка Аврелия и Константина I.

## Местоположение
Северная граница Сарматского лимеса почти совпадает с северными границами современной Венгрии и тянется от Аквинка до Дебрецена. Восточная граница лимеса идет от Дебрецена до Виминациума. Таким образом, под защитой лимеса оказывалось почти всё Потисье.

## Устройство
Укрепления состояли из нескольких рядов земляных валов (до 3 м высотой) и рвов (до 2-5 м глубиной; до 5-8 м шириной). Длина укрепленной линии - 1260 км.

## История
Первоначальная оборонительная линия Потисья была возведена при императоре Марке Аврелии (161—180 гг. правления), для защиты Дунайского лимеса от набегов маркоманов, квадов и языгов в ходе Маркоманских войн (166—180 гг.).
Впоследствии, при императоре Константине Великом (306—337 гг. правления), она была усовершенствована и предназначалась для защиты земель языгов, кочевого племени сарматского происхождения, бывших данниками Рима, от нападений готов и гепидов, племен германского происхождения.
В конце IV века Римская империя оставила Сарматский лимес — он был захвачен и частично уничтожен.